# Axe
Axe, i Storbritannien och Irland Lynx, är ett varumärke för hygienartiklar avsedda för män. Axe ägs av multinationella Unilever. Varusortimentet innehåller bland annat deodorant, parfym, duschcreme och rakvatten. De flesta dofter har en duschgel med samma doft. Märket har funnits sedan 1983 i Frankrike och sedan 1985 i Sverige och resten av Europa. Reklamen för märket innehåller ofta sexualiserat bildspråk. Ofta byts dofterna ut efter ett antal år på marknaden, varefter en ny produkt görs tillgänglig.